# Opisthoncus alborufescens
Opisthoncus alborufescens là một loài nhện trong họ Salticidae.
Loài này thuộc chi Opisthoncus. Opisthoncus alborufescens được Ludwig Carl Christian Koch miêu tả năm 1880.